# Ribera d'Ondara
Ribera d'Ondara là một đô thị trong tỉnh Lérida, cộng đồng tự trị Cataluña Tây Ban Nha. Đô thị Ribera d'Ondara có diện tích là 54,5 ki-lô-mét vuông, dân số năm 2009 là 454 người với mật độ 8,33 người/km². Đô thị Ribera d'Ondara có cự ly km so với tỉnh lỵ Lérida.